# Конвенция о равном вознаграждении
Конвенция о равном вознаграждении мужчин и женщин за труд равной ценности – международная Конвенция Международной организации труда № 100 1951 года. Вступила в силу в 1953 году.
Конвенция предусматривает обязательство государств-участников поощрять и обеспечивать применение в отношении всех работников принципа равного вознаграждения мужчин и женщин за труд равной ценности путём принятия соответствующего национального законодательства, установления или признания законодательством системы определения вознаграждения и  коллективных договоров между работодателями и работниками, а также использования этих мер в различных сочетаниях (ст. 2 Конвенции).
Конвенция также предусматривает принятие мер к объективной оценке различных должностных обязанностей на основе выполняемой работы, устанавливаемой решением властей или коллективными договорами (ст. 3 Конвенции), а также сотрудничество государств-участников с соответствующими организациями работодателей и работников с целью реализации положений Конвенции (ст. 4 Конвенции).